# Cupidon dormant

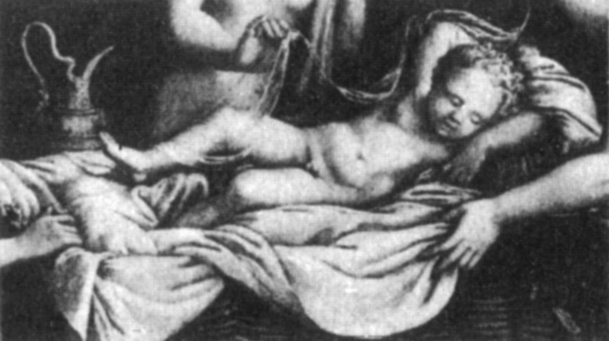
Peinture du Cupidon dormant de Michel-Ange par Jules Romain réalisée au XVIe siècle.

Cupidon dormant est une sculpture en marbre de Michel-Ange, réalisée en 1495-1496 et perdue.

## Histoire
Le Cupidon dormant a été sculpté par Michel-Ange un peu avant son départ pour son premier séjour à Rome. Il a gardé la sculpture cachée sous terre dans le jardin de sa maison afin de la soustraire au Bûcher des Vanités mis en place par Savonarole à Florence afin de détruire toutes les œuvres d'art coupables d'offenser la moralité.
Savonarole déchu, après quelques années Michel-Ange emporta avec lui le putto à Rome afin de le vendre à un collectionneur car il avait remarqué que le séjour prolongé sous terre avait fini par donner à la statue l'aspect d'une antiquité.
Le cupidon a été vendu pour 200 ducats au cardinal de San Giorgio qui avait déjà proposé du travail à Michel-Ange. Celui-ci, pris de remords après la transaction, révéla l'artifice au cardinal qui diminua fortement le prix d'achat. Cette fois, c'est Michel-Ange qui se sentit berné car la somme obtenue était nettement inférieure à celle escomptée. Le cupidon attira néanmoins l'attention sur l'artiste du cercle des mécènes de Rome, capable de reproduire des antiquités bernant des collectionneurs chevronnés.
L'œuvre entra par la suite dans la collection de la Maison de Montefeltro, à Urbino et fut donnée par César Borgia à Isabelle d'Este après la prise d'Urbino par les armées papales.
La marquise de Mantoue garda précieusement le cupidon dans son studiolo.
C'est après que la trace du cupidon a été perdue. 
Probablement, il a dû être acheté avec la Collection Gonzague par  Charles Ier d'Angleterre et ainsi transporté à Londres. 
La statue devait probablement se trouver au palais de Whitehall en 1698, quand celui-ci a été détruit par un incendie et fut, par le fait, définitivement perdue.

## Sources
- (it) Cet article est partiellement ou en totalité issu de l’article de Wikipédia en italien intitulé « Cupido dormiente » (voir la liste des auteurs).